# Денисов, Александр Анатольевич (журналист)
Алекса́ндр Анато́льевич Дени́сов (укр. Олександр Анатолійович Денисов; род. 3 июня 1973, Енакиево, Донецкая область) — украинский спортивный журналист, телеведущий, бывший директор телеканалов «Футбол 1» и «Футбол 2» и «Футбол 3». Заслуженный журналист Украины (2012).

## Биография
Мать — Тамара Викторовна, ветеран педагогического труда, долгое время работала завучем в школе № 1. Отец — Анатолий Александрович, был знаменитым в городе преподавателем вокала.
Окончил Донецкую государственную академию управления.

## Телевизионная карьера
Карьеру на ТВ начал в начале 2000-х гг., пройдя личное собеседование у Бориса Колесникова. Очень быстро из рядового журналиста превратился в редактора и ведущего программы «Футбольный уик-энд», а позже — возглавил спортивную редакцию телеканала «Украина».
В 2008 году стал директором специализированного телеканала «Футбол» (в арсенале трансляций матчи чемпионатов Украины, Италии, Испании, Англии, Франции, Германии, Бразилии, Аргентины).
В 2011 году был запущен второй телеканал — «Футбол +» (канал платный, без рекламы, транслирует в основном матчи европейских чемпионатов).
30 ноября 2013 года каналы пережили ребрендинг и ренейминг, и начали называться «Футбол 1» и «Футбол 2».
В 2012 году во время Чемпионата Европы по футболу вместе с дочерью Олега Блохина Ириной вел специальный проект «Великий футбол» (позже именно эта программа сменила «Футбольный уик-энд» на канале «Украина»).
С августа 2013 года соведущими Денисова были российский эксперт Юрий Розанов и экс-футболист киевского «Динамо» Виктор Леоненко. В 2014 году, после зимнего футбольного межсезонья, Юрий Розанов не вернулся в эфир. Позже Розанов разорвал сотрудничество из-за политической ситуации на Украине. Его место в программе занял украинский комментатор и ведущий Виктор Вацко.
В 2020 году был запущен канал «Футбол 3». В июне 2022 года все каналы прекратили вещание, в связи с прекращением деятельности медиахолдинга «Медиа Группа Украина», куда они входили. В сентябре 2022 года Денисов объявил о запуске самостоятельного проекта «Футбол 2.0», куда вошли 7 каналов на Youtube
В мае 2023 года Денисов стал директором по маркетингу, медиа и спонсорству футбольного клуба «Полесье» (Житомир)

## Награды и достижения
В 2012 году получил звание Заслуженного журналиста Украины.
В 2012, 2015 и 2016 годах Александр Денисов получил награду «Телетриумф» в номинации «Лучший ведущий спортивных программ».
В 2009 году «Футбольный уик-энд» с Александром Денисовым был признан лучшей спортивной программой Украины.
В 2015 и 2016 годах программа «Великий футбол» с Александром Денисовым была признана лучшей спортивной программой Украины.